# Rida Cador
Rida Cador (* 25. März 1981 in Tata) ist ein ehemaliger ungarischer Radrennfahrer.
Rida Cador begann seine internationale Karriere 2006 bei dem ungarischen Radsportteam Continental Team P-Nívó Betonexpressz 2000. Er wurde zweimal ungarischer Meister: 2009 im Einzelzeitfahren und 2011 im Straßenrennen. Im Jahr 2008 gewann er die Gesamtwertung und eine Etappe der Rumänien-Rundfahrt und 2013 die Gesamtwertung des Grand Prix Cycliste de Gemenc.

## Erfolge
2008
- Gesamtwertung und eine Etappe Rumänien-Rundfahrt

2009
- Ungarischer Meister – Einzelzeitfahren

2011
- Ungarischer Meister – Straßenrennen

2013
- Gesamtwertung Grand Prix Cycliste de Gemenc

## Teams
- 2006 P-Nívó Betonexpressz 2000 Kft.se (ab 23. März)
- 2007 P-Nívó Betonexpressz 2000 Kft.se
- 2008 P-Nívó Betonexpressz 2000 Corratec
- 2009 Atlas-Romer’s Hausbäckerei
- 2010 Tecnofilm-Betonexpressz 2000 / Betonexpressz 2000-Universal Caffé
- 2011 Ora Hotels Carrera

- 2013 Utensilnord Ora24.eu